# Kosteantînivka, Novomîrhorod
Kosteantînivka (în ucraineană Костянтинівка) este localitatea de reședință a comunei Kosteantînivka din raionul Novomîrhorod, regiunea Kirovohrad, Ucraina.

## Demografie
Componența lingvistică a localității Kosteantînivka
     Ucraineană (98,54%)
     Rusă (1,35%)
     Alte limbi (0,11%)
Conform recensământului din 2001, majoritatea populației localității Kosteantînivka era vorbitoare de ucraineană (98,54%), existând în minoritate și vorbitori de rusă (1,35%).